# Oleksandriwka (Odessa, Tschornomorsk)
Oleksandriwka (ukrainisch Олександрівка; russisch Александровка Alexandrowka) ist eine Siedlung städtischen Typs im Süden der Ukraine in der Oblast Odessa mit etwa 7000 Einwohnern.
Der Ort gehört verwaltungstechnisch zur Stadt Tschornomorsk und liegt am südlichen Westufer des Suchyj-Limans, durch den Ort führt die ukrainische Fernstraße M 27.
Das Dorf wurde 1798 zum ersten Mal schriftlich erwähnt und trug zunächst den Namen Arnautowka (Арнаутовка), ab 1818  Alexandrowka (russisch). 1977 erhielt das Dorf den Status einer Siedlung städtischen Typs, seit dem 21. Februar 2002 ist er Teil der Stadt Tschornomorsk.
Seit dem 17. Juli 2020 ist sie ein Teil des Rajons Odessa.